# Anteaeolidiella
Anteaeolidiella is een geslacht van weekdieren uit de klasse van de Gastropoda (slakken).

## Soorten
- Anteaeolidiella cacaotica (Stimpson, 1855)
- Anteaeolidiella chromosoma (Cockerell & Eliot, 1905)
- Anteaeolidiella fijensis Carmona, Bhave, Salunkhe, Pola, Gosliner & Cervera, 2014
- Anteaeolidiella indica (Bergh, 1888)
- Anteaeolidiella ireneae Carmona, Bhave, Salunkhe, Pola, Gosliner & Cervera, 2014
- Anteaeolidiella lurana (Ev. Marcus & Er. Marcus, 1967)
- Anteaeolidiella oliviae (MacFarland, 1966)
- Anteaeolidiella orientalis (Bergh, 1888)
- Anteaeolidiella poshitra Carmona, Bhave, Salunkhe, Pola, Gosliner & Cervera, 2014
- Anteaeolidiella saldanhensis (Barnard, 1927)
- Anteaeolidiella takanosimensis (Baba, 1930)

### Synoniemen
- Anteaeolidiella benteva (Er. Marcus, 1958) => Berghia benteva (Er. Marcus, 1958)
- Anteaeolidiella foulisi (Angas, 1864) => Anteaeolidiella cacaotica (Stimpson, 1855)